# Nagrada Mato Lovrak
Nagrada Mato Lovrak, književna je nagrada a dodjeljuje se za najbolji roman za mladež napisan na hrvatskome jeziku u protekloj godini. Nagrada nosi ime Mate Lovraka i dodjeljuje se od 1993. godine, jednom godišnje, u okviru "Lovrakovih dana kulture" u Velikom Grđevcu. Nagrađeni autori dobivaju povelju i novčani iznos.

## Dobitnici
- 1993.: Mladen Kušec, za djelo Mama, tata i ja
- 1994.: Branka Primorac, za djelo Maturalac
- 1995.: Miro Gavran, za djelo Sretni dani
- 1996.: Nada Mihoković-Kumrić, za Lastin rep
- 1997.: Pavao Pavličić, za djelo Mjesto u srcu
- 1998.: Maja Brajko-Livaković, za djelo Kad pobijedi ljubav
- 1999.: Tihomir Horvat, za djelo Frka u Ščitarjevu
- 2000.: Želimir Ciglar, za djelo Decameron za golobrade pustolove
- 2001.: Šime Storić, za djelo Poljubit ću je uskoro, možda
- 2002.: Ana Đokić-Pongrašić, za djelo Zoe, djevojčica s vrha nebodera
- 2003.: Ivona Šajatović, za djelo Tajna ogrlice sa sedam rubina i Tito Bilopavlović, za djelo Čitaj, gospodine balavče
- 2004.: Sanja Polak, za djelo Drugi dnevnik Pauline P.
- 2005.: Zvonko Todorovski, za djelo Mrlja
- 2006.: Josip Balaško, za djelo Prerastao sam crva
- 2007.: Vladimir Bakarić, Ratko Bjelčić i Robert Mlinarec, za djelo Moji grafiti
- 2008.: Sanja Pilić, za djelo Što mi se to događa i Đurđica Stuhlreiter, za djelo Juma
- 2009.: Jadranka Klepac, za djelo Kora od jabuke
- 2010.: Nada Mihelčić, za djelo Zeleni pas
- 2011.: Lidija Kosmos, za djelo S otoka u Brod
- 2012.: Jasminka Tihi-Stepanić, za djelo Imaš fejs?
- 2013.: Snježana Babić-Višnjić, za djelo Mali krapinski pračovjek Babu
- 2014.: Ivana Guljašević, za djelo Moja slavna prijateljica
- 2015.: Melita Rundek, za djelo Izgubljena u ormaru[2]
- 2016.: Miro Gavran, za djelo Ljeto za pamćenje[3]
- 2017.: Sonja Smolec, za roman  Marama s bubamarama
- 2018.: Jasminka Tihi-Stepanić, za roman Ljeto na jezeru Čiču
- 2019.: Melita Rundek, za roman Moj tata Plavac
- 2020.: Slavica Sarkotić, za roman Vrtovi duginih boja[4]
- 2021.: Ivana Šojat, za roman Oblak čvoraka[5]
- 2022.: Nena Lončar, za roman Moje srce je zec[6]
- 2023.: Martina Majić, za roman Trešnja

## Vanjske poveznice
- Nagrada Mato Lovrak, stranice Osnovne škole Mate Lovraka u Velikom Grđevcu